# Edi Rada
Pour les articles homonymes, voir Rada et Edi Rama.
Edi Rada, né le 13 septembre 1922 à Vienne et mort le 13 juillet 1997 à Vancouver, est un patineur artistique autrichien.
Il est médaillé de bronze olympique en 1948, médaillé de bronze aux Championnats du monde en 1949 et champion d'Europe en 1949. Il compte aussi un titre de champion d'Allemagne et huit titres de champion d'Autriche.

## Palmarès
| Compétitions | 1938 | 1939 | 1940 | 1941 | 1942 | 1943 | 1944 | 1945 | 1946 | 1947 | 1948 | 1949 |
| Jeux olympiques |      |      | JA   |      |      |      | JA   |      |      |      | 3e   |      |
| Championnats du monde | 7e   | 4e   | CA   | CA   | CA   | CA   | CA   | CA   | CA   | CI   | F    | 3e   |
| Championnats d'Europe | 7e   | 4e   | CA   | CA   | CA   | CA   | CA   | CA   | CA   | CI   | 3e   | 1er  |
| Championnats d'Allemagne |      | 2e   | 2e   | 2e   | 2e   | 1er  | 2e   | CA   | CA   |      |      |      |
| Championnats d'Autriche | 2e   | 1er  | 1er  | 1er  | 1er  |      | CA   | CA   | 1er  | 1er  | 1er  | 1er  |
| Légende : F= Forfait ; JA = Jeux olympiques d'hiver annulés ; CA = Championnats annulés ; CI = Championnats interdits aux autrichiens |      |      |      |      |      |      |      |      |      |      |      |      |